# Der Musterschüler (Die Simpsons)
Der Musterschüler (engl. Originaltitel: Bart Gets an "F", zu deutsch etwa „Bart kriegt eine 6“) ist die erste Folge der zweiten Staffel der US-amerikanischen Zeichentrickserie Die Simpsons. Sie erhielt hauptsächlich positive Kritiken und belegt den 31. Platz auf der Liste „The 100 Greatest Moments in Television“ (zu deutsch: „Die 100 besten Momente im Fernsehen“) der Zeitung Entertainment Weekly.

## Handlung
Da der Grundschüler Bart Simpson sich nicht für den Unterricht interessiert, werden seine Noten immer schlechter. Während er ein Referat über das Buch Die Schatzinsel halten muss, wird deutlich, dass er das Buch nicht gelesen hat. Seine Lehrerin, Edna Krabappel, warnt ihn wegen seiner schlechten Noten und weist ihn auf eine bevorstehende Prüfung hin. Am Nachmittag vor der Prüfung versucht Bart auch, zu lernen, aber sein Vater Homer stiftet ihn zum Trödeln an. Als er sich schließlich an die Bücher setzt, schläft er bald vor Ermüdung ein. Am Morgen darauf simuliert er eine Krankheit, um sich vor der Prüfung zu drücken. Anstatt sich nun vorzubereiten, ruft er seinen Klassenkameraden und Freund, Milhouse Van Houten, an, um von ihm die Fragen und Antworten des Tests zu erfahren. Als Bart die Prüfung mit diesen Antworten wiederholt, stellt sich heraus, dass Milhouse selbst beim Test sehr schlecht abgeschnitten hat und ihm daher nur falsche Antworten vorgegeben hat; Bart fällt durch.
Mrs. Krabappel vereinbart daraufhin einen Termin mit Barts Eltern beim Schulpsychologen Dr. J. Loren Pryor. Dieser schlägt vor, dass Bart das Schuljahr wiederholen soll, eine Vorstellung, die Bart sehr missfällt. Er verspricht, seine Leistungen zu steigern. Verzweifelt bittet er am nächsten Tag den Klassenbesten Martin Prince um Hilfe. Die beiden vereinbaren, sich gegenseitig zu helfen; Martin soll Bart das richtige Lernen beibringen, während ihm Bart beibringen soll, wie er beliebter wird, um nicht mehr als Streber abgekanzelt zu werden. Zunächst verläuft der Plan auch sehr erfolgreich, aber als Martin immer beliebter bei seinen Klassenkameraden wird, wird er auch faul und unzuverlässig, sodass er keine Lust mehr hat mit Bart zusammen zu lernen. Dieser steht nun – einen Tag vor einer wichtigen Prüfung, die er nun bestehen muss, um seine Versetzung nicht zu gefährden – ohne Hilfe da. Am Abend betet Bart zu Gott, am nächsten Morgen die Schule ausfallen zu lassen, damit er doch noch Zeit hätte, um zu lernen. 
Als er am nächsten Tag von seiner Mutter Marge geweckt wird, hat es in der Nacht geschneit. Über das Radio erfährt er, dass deswegen die Schule ausfällt. Voller Freude will er mit seinem Schlitten nach draußen stürmen, als seine jüngere Schwester Lisa ihn an sein Gebet erinnert. Da sein Gebet erhört worden sei, müsse er den gewonnenen Tag auch zum Lernen nutzen. Schuldbewusst sieht Bart ein, dass er sich verpflichtet hat zu lernen, und geht in sein Zimmer. Von dort kann er aber durch das Fenster sehen, wie viele fröhliche Menschen auf der Straße den Tag im Schnee genießen. Um nicht abgelenkt zu werden, begibt er sich in den Keller, wo er unter großer Anstrengung und trotz der Verlockung sich endlich in die Bücher vertieft. Am nächsten Tag findet der Test statt. Bart arbeitet sehr lange daran und gibt als Letzter seine Arbeit ab. Angstvoll bittet er seine Lehrerin, sie sofort zu korrigieren. Sie tut ihm den Gefallen, aber es stellt sich heraus, dass er die erforderliche Mindestpunktzahl knapp verfehlt hat. Enttäuscht und niedergeschlagenen klagt Bart der Lehrerin, dass seine Mühe vergebens war. Dabei verwendet er jedoch Vergleiche, die zeigen, dass er sich doch ausführlich mit dem Lernstoff befasst hat. Gerührt und beeindruckt wertet seine Lehrerin das als mündliche Nachprüfung und gibt ihm dafür einen Bonuspunkt, so dass er den Test doch noch besteht und versetzt werden kann.

## Anspielungen
Bart entschied sich in dieser Folge dazu, den Roman Treasure Island (dt. Titel: Die Schatzinsel) von Robert Louis Stevenson für seine Buchvorstellung zu lesen, während Martin The Old Man and the Sea (dt. Titel: Der alte Mann und das Meer) von Ernest Hemingway liest. Während der sogenannten „Snow Day“-Szene singen die Bürger von Springfield das Lied Winter Wonderland. Diese Szene, in der die Bewohner in einem Kreis stehen, ist auch eine Anspielung auf das Buch Wie der Grinch Weihnachten gestohlen hat. Als es nach Barts Gebet an einem Abend anfängt zu schneien, ist mehrere Male „Halleluja“, der Refrain aus Georg Friedrich Händels Messiah, zu hören.

## Produktion
Der Musterschüler war die erste Folge der Serie, die David M. Stern als Hauptautor verfasste. Während ihrer Produktion führte David Silverman Regie. 
Im Laufe des Sommers 1990 wurde Bart Simpsons rebellische Natur von einigen US-amerikanischen Eltern und Konservativen als schlechtes Vorbild für Kinder empfunden, während mehrere amerikanische Schulen T-Shirts mit dem Charakter Bart neben Texten wie zum Beispiel „I'm Bart Simpson. Who the hell are you?“ (zu deutsch: „Ich bin Bart Simpson. Wer zur Hölle bist du?“) verboten. Einige Kritiker meinten, diese Folge sei eine Antwort auf diese Kontroversen gewesen. Allerdings antwortete der ausführende Produzent der Serie, James L. Brooks,  darauf, dass sie dies nicht gewesen sei, fügte aber hinzu: „Dessen sind wir uns bewusst. Ich denke, es ist für uns wichtig, dass Bart schlecht in der Schule ist. Es gibt auch Schüler, die so sind. Außerdem bin ich sehr vorsichtig mit dem Fernsehen, wo jeder die Rolle eines Vorbildes sein soll. Es ist nicht so, dass viele Vorbilder im wirklichen Leben herumlaufen. Wieso sollte das Fernsehen voll von ihnen sein?“
Diese Folge ist die erste der Serie Die Simpsons, die eine neue Eröffnungssequenz (siehe dazu Die Simpsons#Eröffnungssequenz) zeigt, die sich von der der ersten Staffel unterscheidet. Diese Variante ist etwa 15 Sekunden kürzer als die ursprüngliche. Während der Vorspann in der ersten Staffel zeigte, wie Bart ein „Bus Stop“-Schild stiehlt, fährt er nun in einer neuen Sequenz an mehreren Charakteren mit seinem Skateboard vorbei, die erst im Laufe der ersten Staffel in die Serie eingeführt wurden.
Um etwas mehr Spielraum für die Gestalter der Serie zu haben, gab es seit dieser Staffel drei Eröffnungssequenzen in unterschiedlicher Länge: eine vollständige, ca. 1:15 min lang und zwei Varianten mit einer Länge von etwa 45 Sekunden bzw. 25 Sekunden. Laut David Silverman begannen die Autoren, auf „ihre Kosten“ zu kommen, indem die Anforderungen an die Produktion und die exakte Länge der Episoden so gelockert wurde.
Die Szene, in der Bart meint, er sei „dumm wie Bohnenstroh“, wollte Silverman von vielen verschiedenen Blinkwinkeln aus schneiden, um in ihr die Angst zum Ausdruck zu bringen. Das Design von Martin Prince wurde während der Produktion der Episode mehrere Male geändert; ein anderer Entwurf sah etwa größere Augen und wildere Haare für die Szene, in der er Bart verrät und wegrennt, für ihn vor. Die „Snow Day“-Sequenz gegen Ende der Folge beschreibt Silverman als eine der schwierigsten, die er je animierte. Diese Szene verfügt über mehrere lange Kamerafahrten, die viele Charaktere zugleich in ganz verschiedenen Aktivitäten zeigt, er fand es daher schwierig, alles richtig zu timen.

## Erstausstrahlung

### Neuer Sendeplatz
Die erste Staffel von Die Simpsons beendete ihre Erstausstrahlung auf dem vierten Platz der wöchentlichen Nielsen Ratings und war die erste Serie auf dem US-amerikanischen Sender Fox, von der eine Staffel unter die 30 der am höchsten bewerteten Serien kam. Zusätzlich wurde Bart Simpson zu einem der beliebtesten Charaktere im Fernsehen, was als „Bartmania“ bezeichnet wurde. Aufgrund des Erfolges der ersten Staffel beschloss der Sender Fox, den Sendeplatz der Serie zu wechseln, in der Hoffnung, man könne bessere Einschaltquoten, gerade gegen die damaligen Serien von NBC, erreichen. Somit wurde der Sendeplatz von Sonntagabend um 20:00 Uhr EST auf Donnerstagabend zur selben Uhrzeit verlegt, wo es mit der Serie The Cosby Show, der meistgesehenen Serie zur damaligen Zeit, konkurrieren würde. Viele der Produzenten von Die Simpsons, darunter auch James L. Brooks, waren gegen die Verschiebung des Sendeplatzes. Die Serie war in der ersten Staffel unter den Top 10 der meistgesehenen Serien während ihrer Ausstrahlungen am Sonntag, weshalb einige Mitwirkende glaubten, man würde sich durch die Programmänderung die hohen Ratings zerstören. Brooks kommentierte: „Plötzlich kämpft eine Show, die ein großer Hit war, um ihr Überleben. [...] Wir kämpfen nicht gegen ‚Cosby’, wir wollen einfach nur gesunde Bewertungen bekommen. Es gab zwei Wochen in meinem Leben, in denen eine Sendung, mit der ich verbunden war, die Nummer eins in den Ratings war, und am Sonntagabend hatten wir die Chance, die Nummer-Eins-Show im Land zu sein. Ich glaube nicht, dass wir am Donnerstagabend eine Chance haben.“
Ursprünglich war die Folge Two Cars in Every Garage and Three Eyes on Every Fish (dt. Titel: Frische Fische mit drei Augen) als erste der zweiten Staffel produziert worden, jedoch wurde Bart Gets an "F" dann doch als erste ausgestrahlt, da der Charakter Bart Simpson zu dieser Zeit sehr populär in den Vereinigten Staaten war und die Produzenten mit einer Folge beginnen wollten, in der er hauptsächlich beteiligt ist. Die ersten 13 Episoden von Die Simpsons wurden im Sommer regelmäßig auf Fox wiederholt und es wurde für die erste neue Folge ab Mai geworben. In dieser Zeit veröffentlichten diverse Medien Nachrichten über eine angebliche „Bill vs. Bart“-Rivalität.

### Einschaltquoten
In der Sommerpause der Serie wurden Wiederholungen der Folgen aus der ersten Staffel mehrere Male gesendet und traten dabei gegen neue Folgen von The Cosby Show an. Sie erreichten den 73. Platz der wöchentlichen Nielsen Ratings, während The Cosby Show im Vergleich dazu den dritten Platz erreichte. Verschiedene Kritiker prophezeiten daraufhin, Bart Gets an "F" (bzw. Der Musterschüler) würde ein erheblich schlechteres Rating als Bill Cosbys Serie erzielen. Peter Chernin, Mitarbeiter von Fox, sagte während der Sommerpause, der Sender hoffe, sich am Donnerstag etablieren zu können und fügte hinzu: „Wenn wir Glück haben, werden wir auf den zweiten Platz kommen.“
Frühe Zahlen der Erstausstrahlung dieser Episode über Nacht rechneten aus 24 Städten hoch, dass The Simpsons ein Nielsen Rating von 19,9 und einen Share von 30 Prozent gehabt habe, während The Cosby Show ein Rating von 19,3 und einen Share von 29 Prozent hatte. Allerdings war das abschließende Rating von Bart Gets an "F" 18,4 und der Share bei 29 Prozent des Publikums und kam zu seiner Sendezeit knapp auf den zweiten Platz hinter The Cosby Show, welche ein abschließendes Rating von 18,5 und einen Share von ebenfalls 29 Prozent hatte. The Simpsons beendete die wöchentlichen Ratings schließlich auf dem achten Platz; The Cosby Show kam auf Platz sieben. Das Nielsen Rating basierte hierbei auf der Anzahl der Haushalts-Fernsehgeräte, die die Sendung einschalteten, jedoch schätzt Nielsen Media Research, dass 33,6 Millionen Zuschauer die Folge gesehen hätten und wäre damit die Nummer eins hinsichtlich der tatsächlichen Zuschauerzahl in dieser Woche gewesen (The Cosby Show wurde von etwa 28,5 Millionen Fernsehzuschauern gesehen und beendete die Woche auf Platz sieben). Diese Die-Simpsons-Folge wurde die am höchsten bewertete und meistgesehene Sendung in der Geschichte des Senders Fox. Sie blieb bis zum 1. Januar 1995 auf dieser Position, als ein National Football League Playoff-Spiel zwischen den Minnesota Vikings und Chicago Bears ein Nielsen Rating von 21,0 erreichte. Bis heute (Stand: März 2012) ist sie immer noch die am höchsten bewertete Episode in der Geschichte der Serie.

## Rezeption
Diese Folge erhielt hauptsächlich positive Kritiken von den Medien und wurde vor allem für ihre emotionalen Szenen gelobt. Die Autoren des Buches I Can't Believe It's a Bigger and Better Updated Unofficial Simpsons Guide, Warren Martyn and Adrian Wood, schrieben: „Eine fantastische Eröffnung der zweiten Staffel – besonders denkwürdig für die Szene, in der Bart dafür betet, dass die Schule am nächsten Tag ausfällt, nur um dann von einem Winter-Wunderland ausgeschlossen zu sein.“
Virginia Mann von der Zeitung The Record meinte, sie sei „nicht so wild lustig wie die besten Episoden der letzten Staffel, [aber noch] gut gemacht, humorvoll und zeitweise ergreifend“. Tom Shales, Redakteur der Zeitung News & Record, schrieb, sie „ist nicht nur lustig, sie ist rührend“, lobte die Szenen, in denen Bart Simpson betet und ergänzte: „Es gibt nur wenige andere Unterhaltungsshows im Fernsehen, die so tiefgründig auf philosophische Fragen eingehen.“ Phil Kloer von The Atlanta Journal-Constitution schrieb: „Die Episode macht einen guten Job beim Betonen, wie wichtig das Lernen ist [...]“ Mark I. Pinsky schrieb in seinem Buch The Gospel According to the Simpsons: „Bart Gets an "F" bietet die genaueste Darstellung der Dynamik von Gebeten in Die Simpsons.“ Steve L. Case listete die Folge später in seinem Buch Toons That Teach in seiner Liste der 75 besten Cartoons, die biblische Lektionen lehren, auf.
Außerdem wurde die Folge auf den 31. Platz in der Liste der „100 besten Momente im Fernsehen“ der Zeitung Entertainment Weekly eingestuft, wobei ihr hinzugefügt wurde, dass sie für „klassisch respektloses Familienfernsehen“ stehe. Im Jahre 2007 legte Larina Adamson, eine ausführende Produzentin von Die Simpsons, diese Folge als ihre Lieblingsfolge der gesamten Serie dar. Im Jahre 2010 erklärte die BBC sie zu einer der zehn denkwürdigsten Episoden der Show und beschrieb sie als „einfühlsam und ergreifend“.